# Nový Drahov
Nový Drahov (deutsch Rohr) ist ein Ortsteil der Gemeinde Třebeň im tschechischen Okres Cheb. 

## Geographie

### Geographische Lage
Der Ort befindet sich etwa 1,5 Kilometer nordwestlich von Třebeň und 10 Kilometer nördlich von Cheb.

### Nachbarorte
Nový Drahov ist über Landstraßen mit den Nachbardörfern Žírovice (Sirmitz), Vonšov (Fonsau), Hájek (Soos) und Třebeň (Trebendorf) verbunden. 

## Kultur und Sehenswürdigkeiten
Das Dorf ist geprägt von seinem historischen Kern. Mehrere Vierseithöfe sind um einen Dorfweiher gruppiert, wo sich auch die Verbindungsstraßen im Ort treffen. Die Vierseithöfe sind charakteristische Egerländer Fachwerkhäuser mit Rautenmuster im Fachwerk und Tore mit strahlenförmigen Holzverstrebungen. Das Ensemble des Dorfes ist seit 1995 Teil der Liste der dörflichen Denkmalreservate in Tschechien. Der Ort, der ursprünglich Rohr hieß, ist der Stammsitz der Familie der Rorer. Im Nordosten des Ortes liegt das Naturreservat Soos. 

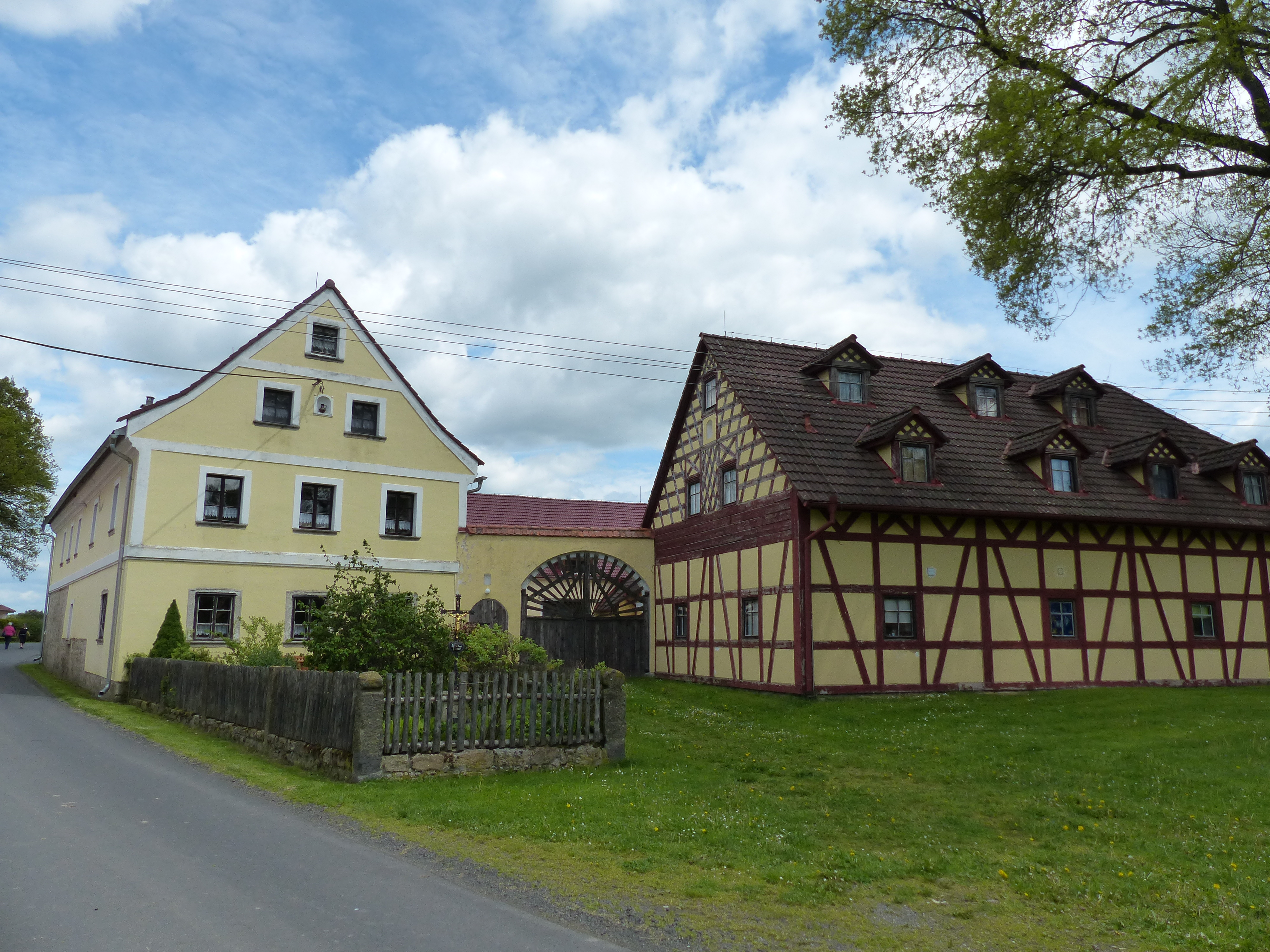
Vierseithof mit Egerländer Fachwerk
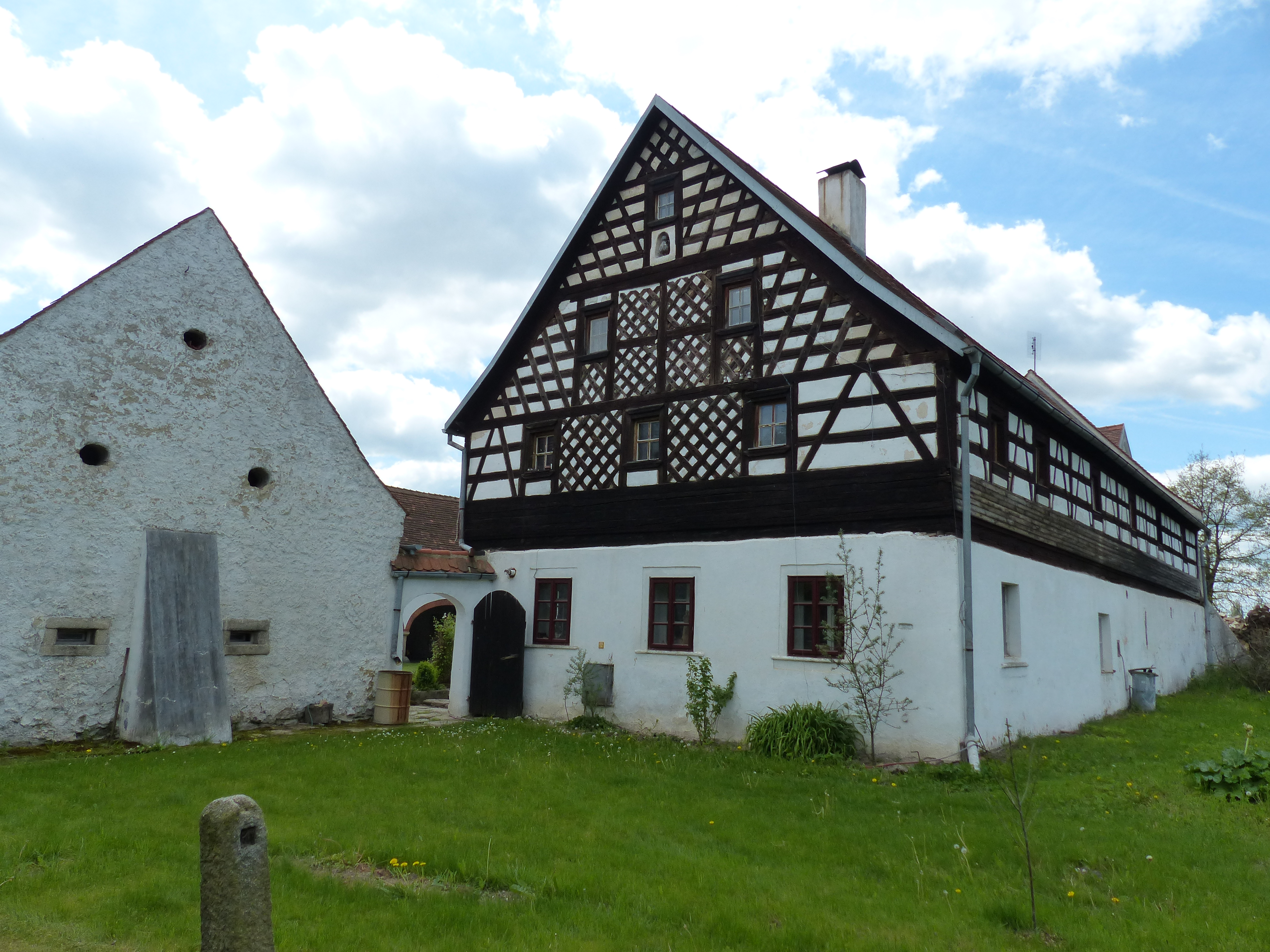
Weiterer Hof
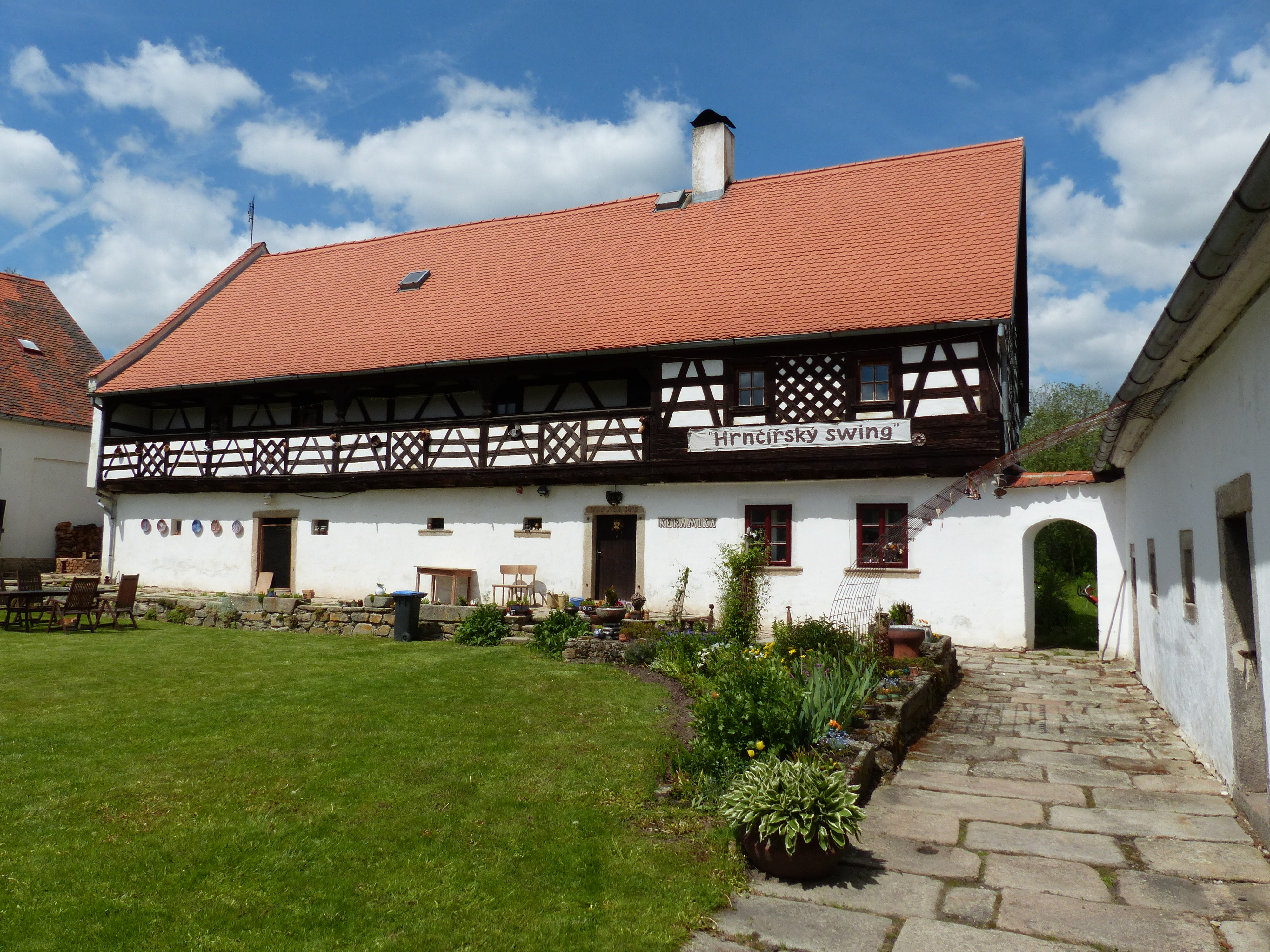
Innenhof
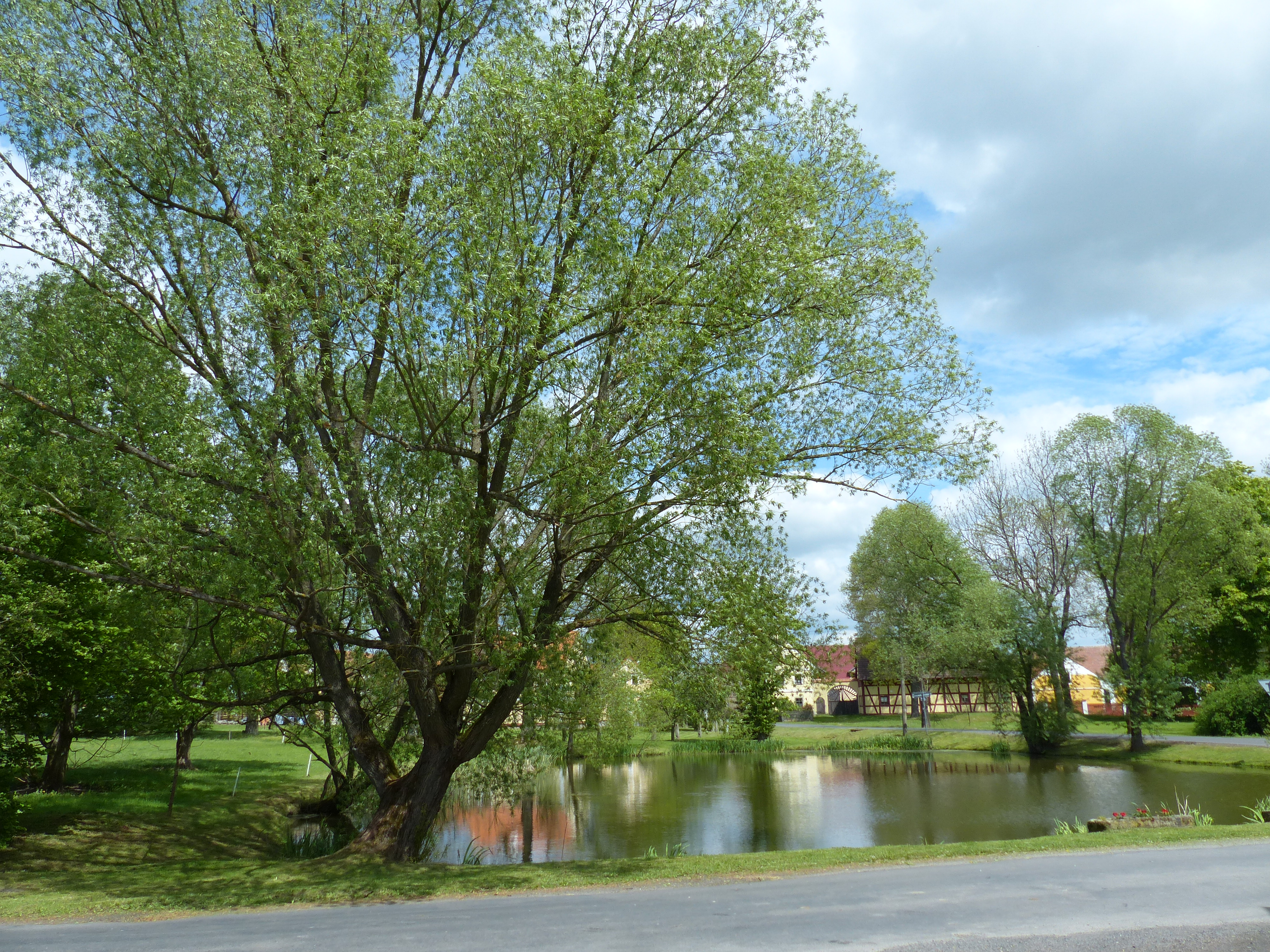
Dorfweiher in der Ortsmitte